# Isanthrene fulvipuncta
Isanthrene fulvipuncta là một loài bướm đêm thuộc phân họ Arctiinae, họ Erebidae.